# 李今伟
李今偉（1946年—），安徽滁州人，中國人民解放軍少將，原湖南省军区政委。1965年8月加入中国人民解放军，1969年9月加入中国共产党。

## 生平
先后毕业于中国人民解放军第二军医大学、中国人民解放军政治学院、中国人民解放军国防大学。
歷任陆军第122师366团1连副政治指导员，团政治处干事，师政治部宣传科干事、副科长、科长，师政治部主任，第41集团军政治部副主任，师政治委员，第42集团军政治部主任、副政委。
1999年2月20日任湖南省军区副政委，次年12月4日升任湖南省军区政委。
1988年授上校军衔，1991年9月晋升大校军衔。1996年7月授少将军衔。
曾参加对越自卫反击战。长期从事政治工作并有丰富工作经验。爱好书法篆刻，作品多次在军内外展出。